# Führungsfachmann
Führungsfachmann mit Eidg. Fachausweis ist eine geschützte Berufsbezeichnung in der Schweiz.
Ein Führungsfachmann führt eine Gruppe oder ein Team. Die Ausbildung fokussiert auf Leadership und Management.

## Ausbildung
Die Ausbildung ist gegliedert in einen Teil für Leadership (6 Module) und einen für Management (5 Module). Eine Branchenspezifische Vertiefung existiert nicht.
Die Abschlussprüfung besteht aus einer mündlichen und einer schriftlichen Prüfung.

## Administratives
Der Träger der Berufsprüfung ist die Schweizerische Vereinigung für Führungsausbildung SVF. Die Berufsprüfung ist für alle Branchen offen.
Im Jahr 2012 erhielten 253 Kandidaten den eidg. Fachaussweiss.

## Weiterbildungsmöglichkeiten
- eidg. dipl. Führungsexperte